# مارتين غارسيا
مارتين غارسيا (بالإسبانية: Martin Adrian Garcia)‏ (26 مارس 1976 الأوروغواي - ) هو لاعب كرة قدم أوروغواني، يلعب كمهاجم.

## مسيرته

### مسيرته مع الأندية
- 1998 - 1998 لعب مع ألماجرو 3 مباريات.
- 2002 - 2003 لعب مع نادي أونيفرسيداد ناسيونال 22 مباراة سجل خلالها 4 أهداف.
- 2005 - 2008 لعب مع أوليمبيا أسونسيون 18 مباراة.
- 2008 - 2008 لعب مع ديفينسور سبورتينغ 7 مباريات.